# Џек Макој
Џон Џејмс „Џек” Макој је измишљени лик телевизијске драме Ред и закон. Створили су га Дик Волф и Мајкл С. Чернучин, а тумачио га је Сем Вотерстон од 1994. до 2010. године и поново од 2022. до 2024. године. Он је први лик по дужини појављивања у изворној серији (појавио се у 19 сезона). Појавио се у 405 епизода изворне серије Ред и закон, 4 серије Ред и закон: Одељење за специјалне жртве, 2 серије Ред и закон: Суђење пред поротом, 2 серије Одељење за убиства: Живот на улици и ТВ филму Изгнан.
Вотерстоново тумачење Макоја у серији чија се радња дешава у Њујорку било је толико популарно да је проглашен "Живим заштитним знаком" од стране Удружења за заштитне знаке заједно са дугогодишњим колегом из главне поставе Џеријем Орбаком (који је тумачио познатог детектива Ленија Бриска 12 година).

## О лику
Џек Макој је већ имао 24 стажа искуства када га је на место Извршног помоћника окружног тужиоца поставио Адам Шиф (Стивен Хил) у епизоди "Друго мишљење" на почетку пете сезоне. Брзо се поставио као неконвенционалнији и безобзирнији него његов претходник извршни помоћник окружног тужиоца Бен Стоун (Мајкл Моријарти). Често се сукобљава − а понекад и крши − са правилима суђења како би добио пресуду, проналази разумне оптужбе за утужење осумњиченог када изворне оптужбе не успеју да се одрже и оптужује невине како би их натерао да сведоче. Макој је кажњаван због непоштовања суда и недоличног понашања 80 пута, а његове тактике често доносе негативан публицитет тужилаштву. Његова главна мотивација, међутим, није како он каже подмићивање, него искрена жеља да правда буде задовољена. Како би испунио свој циљ, Макој прогони осумњичене и оптужене да су кршили закон како би добио пресуду истом одлучношћу као и код обичних случајева. Због таквих нападних поступака на судовима, народ је почео да га зове "Макој крвник". Себе описује као "пса са отпада". Развио је однос и са сарадницима и са противничким заступницима, а једном је о њему један противнички заступник говорио као о "врху ланца правне исхране" током једног суђења.
После 17. сезоне (2006−07), Џек Макој је постављен за в.д. окружног тужиоца после одласка Артура Бренча (Фред Далтон Томпсон). Макојево појављивање у серији Ред и закон: Одељење за специјалне жртве 13. новембра 2007. године у епизоди "Заслепљени" значило је његово прво појављивање у универзуму "Ред и закон" као окружног тужиоца. На његово раније место дошао је Мајкл Катер (Линус Роуч), тужилац склон аљкавости, а не као Макој у своје време. То је повремено представљало политичке тешкоће за новог окружног тужиоца. Више пута је Макој кажњавао Катера због аљкавости исто као што су и њега кажњавали окружни тужиоци док је био извршни помоћник окружног тужиоца.
У епизоди "Срећни леш" 19. сезоне, Макој је започео кампању поводом избора за новог окружног тужиоца после сезону и по проведену као в.д. окружног тужиоца. У епизоди "Рекламирај ово" 19. сезоне, откривено је да је Макојева супруга Елен (са којом је био у поступку развода) 1991. године запослила за дадиљу жену за коју није знала да је избеглица без папира. То је изазвало Макоју политички хаос током случаја убиства где је побуда била родизам међу избеглицама Хиспано порекла. У епизоди "Клизај или умри", за место на ком је његова кампања требало да буде организатори су открили да је власник човек који је робијао 20 година због изнуде. На крају је кампања одржана у кинеској гостионици близу мора у кошер одељку.
Макоја је званично именовао за в.д. окружног тужиоца гувернер Доналд Шалвој (Том Еверет Скот), а њих двојица су у почетку имали пријатељски и развојни радни однос. Међутим, крајем 18. сезоне, Макој је открио да је Шалвој умешан у бруку са проституцијом која је повезана са случајем убиства на ком ради. Бесан и разочаран, Макој је наредио Катеру да почне да истражује Шалвоја који се светио тако што је давао подршку Макојевом противнику на изборима. У последњој епизоди 19. сезоне "Удављени и спашени", Катер је открио да је Шалвој покушао да купи место у сенату за своју супругу Рути (Алисон Елиот) која је наредила убиство па му је запретио објављивањем свега у штампи ако не да оставку. Макојев противник је одједном остао без подршке чиме је Макој добио добре изгледе за победу. У првој епизоди 20. сезоне откривено је да је Макој победио на изборима па је био окружни тужилац до краја серије Ред и закон.
Серија Ред и закон је укинута 2010. године, али је Макој (иако се није појављивао) и даље помињан као окружни тужилац Менхетна у огранку серије Ред и закон: Одељење за специјалне жртве у неколико епизода 2011. године. Помињање "новог окружног тужиоца" 2013. године у једној епизоди ОСЖ-а значило је да Макој више није на том положају вероватно негде од 2012. године, а његов наследник није именован. Ипак, Макој је поново постао окружни тужилац 2018. године када се појавио у епизоди "Неоткривена земља" ОСЖ-а. Од 2022. поново се појављује као окружни тужилац у оживљеној изворној серији Ред и закон, а ИПОТ Нолан Прајс (Хју Денси) и ПОТ Саманта Марун (Одеља Халеви) били су му подређени.
Вотерстон се последњи пут појавио као Мекој у епизоди "Последњи плес" из 2024. У епизоди, случај у којем је политички повезан технолошки милијардер оптужен за убиство жене коју је силовао неколико година раније, Мекој долази у сукоб са градоначелником Њујорка Робертом Пејном (Брус Алтман) који прети да уништи његову и Ноланову каријеру и Марунину осим ако не одустану од позивања његовог сина као сведока, што би открило ванбрачне везе Пејна млађег. Мекој је сам наставио да води случај и добио је осуђујућу пресуду. Он тада подноси оставку на место тужиоца како би гувернер именовао привременог наследника, ускраћујући осветољубивом Пејну приллику да га избаци са функције и замени лакејем који би отпустио сваког ПОТ-а у његовој екипи.

## Лични живот
Натукнуто је да Макој живи сам на Западној страни Менхетна.
Иако је сјајан правнички ум, Макој има више личних утвара. Њега је злостављао отац, ирско-чикашки полицајац који је тукао и његову мајку и која је на крају умрла од рака. Макој је рекао да су његова одлучност и строга пословна етика плод тога што га је отац тукао кад год би омануо у нечему. Такође је открио да му је отац био родиста и да га је истукао једном јер се забављао са једном Пољакињом. Макој не воли свог оца и често га је помињао уз псовку "Јебем ли му сунце жарко", међутим, признао је да је лако могао да постане као он.
Иако није националиста, довољно му је стало до наслеђа, тако да је био увређен када је отац осумњиченог рекао да су двојица осумњичена за убиство починила злочин због своје "ирске нарави".
Макој се двапут разводио (једна од бивших супруга му је била помоћница) и има одраслу ћерку Ребеку из првог брака са супругом Елен. Једна бивша супруга га је оставила јер је радио превише до касно. Једна новинарка таблоида написала је да Макој није видео нити је разговарао са ћерком од 1997. године, а он је добио коверту са сликама своје ћерке. Коверту није отворио него ју је ставио у најнижу леву фиоку радног стола поред флаше Џим Бима. У епизоди "Разлаз", последњи призор приказао је сусрет Макоја и његове ћерке (Џејми Шофилд) у гостионици. Током разговора са измишљеним гувернером Сједињених држава Доналдом Шавојем, он је поменуо да се Ребека запослила у Сан Дијегу и да је дошла у Лос Анђелес колима како би се састали у једној тамошњој гостионици док је он био на једном пословном скупу. Гувернер је то искористио како би покушао да стави љагу на Макоја, лажно изјављујући да је искористио јавна средства како би посетио Ребеку. У епизоди "Достојанство" 20. сезоне, Макој је поменуо ИПОТ Мајклу Катеру (Линус Роуч) и ПОТ Кони Рубирози (Алана де ла Гарза) да му је ћерка или трудна или већ новопечена мама што је значило да је он или будући или већ деда. Такође има и братанца шта значи да има или брата или брата од стрица. Током 2008. године, његов братанац је добио ћерку.
Макоја бије глас да је био у везама са својим помоћницама. Клер Кинкејд (Џил Хенеси) је то поменула кад су се упознали, а он јој је рекао да је био у вези са само три своје помоћнице, али је до краја епизоде она схватила да је било само три помоћнице окружног тужиоца пре ње. У епизоди "Нитков", Макој је открио да је заступница Сали Бел (Еди Фалко) била једна од тих помоћница. У једном тренутку је поменуто да је у вези са честом противницом у суду, заступницом Ванесом Галијано (Рома Мафија). Кинкејдова му је у почетку дала до знања да је не занима романтична веза, а Макој се сложио са њеном одлуком. Међутим, за две сезоне колико су два лика била заједно, натукнуто је да су у вези, а она је на крају потврђена у епизоди "Споредан расплет" у 9. сезони, дуго пошто је лик Кинкејдове отписан из серије. Кинкејдова је погинула у саобраћајној несрећи, што је створило стални бол за Макоја, а за њену смрт је натукнуто да је постала мотивација за његову тужбу против алкохоличара који је побио неколико људи возећи под дејством алкохола, а која је доведена под знак питања. Неки заступници су користили његове везе са помоћницама против њега. Од смрти Кинкејдове, Макој је са својим помоћницама само у пословном односу и пријатељском.
Макојеве везе са помоћницама су често имале праскаве последице. На пример, за његову бившу помоћницу Дајану Хоторн (Лајла Робинс) са којом је имао односе откривено је да је изузимала доказе како би добили парницу због чега је невин човек отишао у затвор. Током суђења њој за намештање парница, Хоторнова је тврдила да су осуде донеле Макоју унапређење које је желео. Поружно, на истом суђењу током ког је био присиљен да призна да је био у односима са Хоторновом, Макоја је заступала Кинкејдова са којом је тада био у односима.
У епизоди "Заступник куће", Макој је подигао тужбу против мафијаша који је митио и убио једног поротника. Његов заступник Пол Копел (Роб Лајбмен) је један од Макојевих најстаријих пријатеља са којим је имао надметачки однос годинама, а доказао је и да је једнако нападан у приступу свом послу. Док је Копел неколико пута доводио у сумњу Макојеве тужилачка способности, Макој је узео положај да Копел не ради као независни заступник него као учесник у злочиначком удруживању и на крају је тужио Копела за заверу за убиство поротника. Копеловој супрузи Ани (Џесика Волтер) рекао је да оптужница није ништа лично, али је она бесно одговорила да он само хоће победу над противником. На крају епизоде је, иако је добио парницу, Макој је био толико измучен да није хтео ни у лифт да уђе са Кинкејдовом.
Иако Макој није баш био део контракултуре 1960. године, он је просведовао против политике кабинета Ричарда Никсона, поготово против Вијетнамског рата. 1972. године објавио је чланак у часопису Став Правног универзитета Њујорк чиме је стао у одбрану католичких свештеника који су се противили сукобу. Ипак је задржао неке дивље ставове из младости. Макој је обожавалац бенда The Clash и вози Јамаху. Противник је ирачког рата.
За разлику од свог претходника Бена Стоуна (Мајкл Моријарти), Макој се не противи могућности казне смрти и говори да је то прикладна казна за свирепе злочине и корисна је при нуђењу нагодбе. То често доводи до жучне расправе са његовим либералним колегама. У епизоди "Дивљаци", када је смртне казна тек враћена у Њујорк после доласка Џорџа Патакија на место гувернера, Кинкејдова је питала Макоја о вероватноћи погубљења невиног појединца, а он јој је одговорио да због дужине поступка и прилика да се оптужени жали на пресуду, вероватноћа погубљења невиног је "мало вероватна". Кинкејдова је питала Макоја да ли би прихватио могућност "мале вероватноће", а његово оклевање је означило да никад о томе није размишљао. У каснијим сезонама, његов поглед на казну смрти се изгледа променио.  У епизоди "Погубљење" у 18. сезони, он се јако узнемирио када је чуо за неописиво погубљење у Јужној Каролини, а у епизоди "Четири побијена полицајца" у 20. сезони, он је одбио захтев државног тужиоца да тужи осумњиченог за убиство полицајца по савезном статуту о казни смрти.
Показивао је и милост повремено, као на пример у епизоди "Сагорели" 1997. године у ком је подигао оптужницу против Теренса Лолора (Сем Хантингтон), пубертетлије са биполарним поремећајем који је убио своју сестру. Момков деда Карл Андертон (Роберт Вон), богати директор једног предузећа и (и Шифов добар пријатељ) за ког са доказало да такође пати од истог поремећаја, покушао је да натера унука да призна кривицу и оде у затвор место да се брани неурачунљивошћу и оде у болницу због страха да ће јавно откриће момкове болести донети довољно доказа да се открије и његова што би утицало на његов углед. Макој се свим силама трудио да не дође до неправедне казне за момка. Слично је било у епизоди "Дужник" у 7. сезони када је одбио да подиже оптужницу против жене која је самохрана мајка дечака који умире од рака, мада је поменуо да ће је подићи једном кад дечак умре.
Макој је одгајен као Католик, али изгледа не практикује веру и то већ неко време. Себе описује као "Лапсус Католик". Макоја су образовали Језуити. У неколико наврата је вера биле предмет у неким случајевима. У епизоди "Узбуђење" када су две пубертетлије оптужене да су убиле човека из забаве, Макој је схватио да је случај јако сложен јер је један од оптужених признао шта је урадио свом ујаку свештенику. Када је снимак признања означен као повлашћен, Макој је одбио бискупов захтев за очувањем исповедне тајне и уместо тога покушао да искористи снимак као доказ. Кад је детектив Реј Кертис (Бенџамин Брет) покушао да одговори Макоја од тога подсећајући га да је католик, Макој је одговорио: "ТО сад није битно".
Кад је један човек оптужен да је убио растурача дроге који му је убио сина, он се исповедио једном свештенику (Денис О’Хер). Иако је Макој лично веровао да свештеник штити тог човека, он је подигао оптужницу против свештеник уместо њега. На крају епизоде, Макој је рекао да је престао да верује после смрти друга из детињства.

## Значајни сукоби
Макојево неконвенционално и понекад безобзирно пословно понашање је више пута доводило његов посао у опасност током серије. Неки од озбиљнијих сукоба су следећи:
- У епизоди "Способност" (пета сезона) Макој је сакрио од одбране изјаву сведока по којој је још неки појединац сем оптуженог имао побуду да изврши злочин. После парница Брејди против Мериленда, тужилаштво је у обавези да преда одбрамбене доказе одбрани. Макојево оправдање је било то да неће да зове сведока на суђење ако није у обавези "...да преда неважне и могуће погрешне доказе". Кад је одбрана на крају сазнала за скривену изјаву и оптужила тужилаштво за недолично понашање, ОТ Адам Шиф (Стивен Хил) био је бесан на Макојево расуђивање у вези одлуке и указао је да је Макој у великој опасности да га избаце из коморе. На саслушању које је уследило, судија је пресудио да је Макој скривао изјаву, али правни одбор није доказао да су му поступци били неетички.
- У епизоди "Корпус деликти" (шеста сезона), Макој је покушао да тужи једног човека прво због преваре са осигурањем једне богате удовице и власнице једног коња, а онда кад је удовица нестала и због њеног убиства. Пошто није могао да докаже убиство без тела, Макој је све време испитивао оптуженог о превари као да је чињеница због чега би онда убиство била логична последица упркос судијиним упутствима да то не ради. Судија је поништио суђење због Макојевог упорног одбијања да слуша упутства. Када је удовицино тело пронађено неколико месеци касније, Макој је реаговао као да ће природно да моћи да представи случај. Кад се Шиф сетио да је Макој хтео још времена како би пронашао удовицино тело, Макој је одговорио да осећајна страна понекад извлачи боље из њега, али се насмејао као да је знао да његова "осећајна страна" намерно одуговлачила случај како би удовицино тело могло да буде пронађено.
- У епизоди "За себе" (шеста сезона), Макој се оглушио о непосредно наређење Адама Шифа да уклони Кинкејдову са случаја, а њој је насамо рекао: "Мој је случај. Ја бирам ко ће да ми буде помоћница".
- У епизоди "Препознавање" (седма сезона), Макој је притворен због непоштовања суда јер је оптужио судију да му фали чак и "изглед непристрасности" иако је судија касније био присиљен да се изузме.
- У епизоди "Бесан пас" (седма сезона), Макој је постао опседнут тиме да докаже да је низни силоватељ недавно пуштен на условну (Барт Јанг) крив за силовање и убиство једне младе жене. Макој је притискао полицију до те мере да делује као да га узнемиравају и размишљао је да ухапси човека под лажним оптужбама док Шиф није решио да заустави све. На крају епизоде је силоватеља убила ћерка јер је напао једну од њених другарица. Макој је рекао: "Жао ми је што је морало да буде овако", а ПОТ Џејми Рос је одговорила: "Није ти много жао".
- У епизоди "Под дејством алкохола" (осма сезона), Макој је подигао оптужницу против пијаног возача који је побио троје пешака. Узео је изјаву од једне стјуардесе (држављанке Колумбије) која је послуживала оптуженом велике количине алкохола и приметила колики је алкохоличар постао. Уз Макојево охрабривање, стујардеса се пребацила на међународне летове па није била доступна одбрани за саслушање. Макој је лагао одбрану да је радио по свим важним поступцима у вези открића, а судија који суди на случају − који је хтео да направи пример од оптуженог како би помогао своје политичке циљеве − ургирао је код Макоја да прикрије изјаву јер би могла да ојача случај одбрани. Росова је упозорила Макоја да би прикривање изјаве могло да доведе до његовог избацивања из коморе. Макој се на крају предомислио и искористио је чиме је дошао до нагодбе. Судија је у почетку одбио да прихвати нагодбу и запретио Макоју тужбом због кршења пословних правила, али је Макој њему запретио тужбом етичком одбору због тога како је судија водио случај. Судија је прихватио нагодбу па ни он ни Макој нису дизали тужбе. Дијалог током епизоде указивао је да Макој види оптуженог као замену за пијаног возача који је убио ПОТ Клер Кинкејд (Џил Хенеси).
- У епизоди "Чудовиште" (осма сезона), Макој је изведен због дисциплинског поступка пред Жлабени суд града Њујорка због недоличног понашања на случају пијаног возача из епизоде "Под дејством алкохола". Пошто је Макој на крају предао доказе пре него што је случај завршен, није озбиљно гоњен због поступака. У истој епизоди је подигао оптужницу за силовање једне девојке против погрешног човека. Током истраге, осумњиченог су детективи Лени Бриско (Џери Орбак) и Реј Кертис (Бенџамин Брет) притисли како би добили лажно признање. Кад је преви починилац ухваћен, Макој је тражио од лекара девојке да да заступнику осумњиченог погрешан податак. У следећој епизоди је објашњено да га је етички одбор ослободио оптужби.
- У епизоди "ВКЦ" (девета сезона), Макој је против Шифових наредби подигао тужбу како би поништио савезну нагодбу и натерао оптуженог да се суочи са њујоршким тужилаштвом. Макој је уверавао Шифа да ће савезна пресуда на крају пасти на жалби. Шиф је запретио да ће у супротном тражити Макојеву оставку.
- У епизоди "Уточиште (II део)" (девета сезона), Макој је поново прекршио Шифово непосредно наређење и послао полицију да ухапсе Русе осумњичене да су мафијаши без икаквих оптужби. На крају епизоде је поменуто да је Макој спреман да да отказ због овога, али је Шиф само рекао: "Ниси ти мученик" и пустио га да настави да ради.
- У епизоди "Освајачи" (шеснаеста сезона), после свирепог убиства ПОТ Александре Борџије (Ени Перис), Макој је отишао још корак даље када је подигао оптужбу против подмићеног агента Управе за сузбијање дроге како би предао тужилаштву доказе у против убица Борџијине. Када та варка није успела, Макој је у нади да ће агент довести полицију до убица наредио његово пуштање. Иако су убице похапшене, а подмићени агент убијен, неколико несвакидашњих стратегија коришћених у овом случају довеле су до тога да Макој буде уклоњен са случаја по наређењу гувернера Њујорка. Њега је заменио до краја случај тужилац из Њујоршког Државног тужилаштва.

## У серијиРед и закон: Одељење за специјалне жртве
Макој се појавио у четири епизоде серије Ред и закон: Одељење за специјалне жртве, али је чешће помињан у серији, а његови поступци утичу на помоћнике који раде са Одељењем за специјалне жртве.

### Као извршни помоћник окружног тужиоца

#### Прва сезона
- "Право": Макој се први пут појавио у серији. Макој са својом помоћницом Еби Кармајкл (Енџи Хармон) помаже Одељењу за специјалне жртве на решавању нерешеног случаја који је Бриско водио давно са својим оратком детективом Мајком Логаном (Крис Нот).

#### Друга сезона
- "Чедоморац" (поменут): када је убиство повезано са случајем одељења на ком је радила ПОТ Александра Кабот (Стефани Марч), главни помоћник окружног тужиоца Чарли Филипс (Џефри Деман), заменик Луинове, предао је случај убиства Макоју.

### Као окружни тужилац

#### Девета сезона
- "Заслепљени": Макој је изабран за окружног тужиоца. На крају епизоде је позвао ПОТ Кејси Новак (Дајен Нил) у своју пословницу и казнио је кад је открио да је злоупотребила положај како би средила да човек који болује од параноидне шизофренија, а који је силовао и побио две девојке током психотичног напада, буде послат у болницу, а не на извршење казне смрти. Он јој је дао још једну прилику да буде на случају и запретио јој је ако буде поново претерала, неће јој само дати отказ него ће јој и Правна комора Њујорка одузети дозволу.
- "Хладноћа" (поменут): Поништено је суђење за случај на ком је Новакова радила. Када је прекршила један правни поступак, Новакову је обавестила судиница Елизабет Донели (Џудит Лајт) да је Макој одбио да поново диже тужбу против осумњиченог и да је она позвана пред комору. Касније је осуђена за кршење Брејдија − скривање доказа важних за кривицу или невиност оптуженог.

#### Десета сезона
- "Вођство" (поменут): ПОТ Ким Грејлек (Микајла Мекманус) је позвана назад у Министарство правде у Вашингтону. Макој ју је одмах пустио да иде и замолио је Каботову, која је радила у Жалбеном бироу, да привремено ради са Одељењем за специјалне жртве.

#### Једанаеста сезона
- "Неуравнотеженост" (поменут): Макој је послао извршну ПОТ Соњу Пакстон (Кристин Лати) да "почисти кућу" у "рекла-казала" одељењу јер је много тужби оборено. Међутим, током 4. епизоде 11. сезоне, Пакстонова је послата на одвикавање од алкохола јер се појавила пијана на суду.
- "Поверљиво" (поменут): Како је детектив ОСЖ-а Елиот Стаблер (Кристофер Мелони) веровао да је направио грешку када је оптужио једног заступника који је прекршио заступничко-страначку повластицу, он је замолио Каботову да повуче тужбу. Међутим, Каботова јер рекла да је "касно" и "да јој Макој никако неће дати да повуче тужбу".  Када је на суду одбрана завршила, Каботова није поставила ниједно питање па је одбрана тражила одмах пресуду или ослобађање. Судиница Елизабет Донели (Џудит Лајт), бивша начелница Бироа ПОТ, се сложила упркос говору "да јој је одвратно да окружни тужилац тако глатко искоришћава састав као средство за постизање политичких циљева". Макој је иначе требало да се појави у тој епизоди.[32]
- "Сведок" (поменут): Главног сведока Каботове у вези злочина ухапсила је Избегличко-царинска служба и одвела у казниону у Новом Џерзију због познатих веза са терористима. Сведок је пуштен из казнионе када је Макој звао државног тужиоца да га пусти.
- "Пламен": Макој је доделио ПОТ Џо Марлов (Шерон Стоун) ОСЖ-у. Он ју је замолио да преузме случај две девојке погинула у сумњивом пожару јер "кад ОТ види мртву децу, он мисли да су то посебне жртве". Макој се тада трећи пут појавио у ОСЖ-у у одељењу где је притискао Марловљеву да подигне тужбу. Макој се поново појавио крајем епизоде кад је Марловљева рекла да мора да му да рачун за кућу страдалу у пожару.

#### Дванаеста сезона
- "Влажност" (поменут): ПОТ Мика Вон (Пола Патон) додељена је Одељењу за специјалне жртве као нова и стална ПОТ. Међутим, у свом првом случају послала је заступника на одмор како би дала детективима више времена да открију ко је у ствари починио злочин. Воновој је капетан Дон Крејген (Ден Флорек) на Макојев захтев рекао да купи прње врати се у Чикаго јер "ОТ не воли игре испод жита" на шта је Стаблер одговорио: "Сем ако их он не игра".
- "Сивило" (поменут): Пакстонова се вратила са лечења и рекла да је на условној и да жели да докаже Макоју да није изгубила своје "победничке вештине".
- "Поправке" (поменут): Новакова се вратила у Одељење за специјалне жртве после три године и открила да јој ју је Макој вратио на посао, али је и даље на условној па ако изгуби "први случај" онда је "готова".
- "Дим" (поменут): Пошто је један посебни агент ФБИ-ја у почетку одбијао да дозволи да његов "лични порезни инспектор" сарађује са детективима Одељења за специјалне жртве, ПОТ Шери Вест (Френси Свифт) га је убедила да сарађује запретивши му да ће звати Макоја да разговара са његовим шефом.

#### Тринаеста сезона
- "Спржена Земља" (мишљење): Макој није више био у тужилаштву од почетка 13. сезоне када је Катер, који је тада био нови шеф Бироа ПОТ-а за Одељење за специјалне жртве, изнео опаску Каботовој да "нови ОТ хоће да се оптужбе одбаце" у случају на ком су тада радили.

#### Деветнаеста сезона
- "Неоткривена држава": Макој се вратио у тужилаштво као ОТ. Када је ПОТ Рафаел Барба (Раул Еспарза) одрадио милосрдно убиство детета у трајном вегетативном стању што је довело у опасност цело тужилаштво, Макој је подигао оптужницу против њега. Барба је проглашен невин, али је дао отказ на место ПОТ-а. У истој епизоди, Макој је одржао говор на сахрани свог претходника ИПТО Бена Стоуна. Онда је убедио његовог сина, чикашког помоћника државног тужиоца (ПДП-а) Питера Стоуна (Филип Винчестер) да преузме Барбино место ПОТ-а за Одељење за специјалне жртве.

## Пријем
Телевизијски критичар часописа Недељна забава Кен Такер похвалио је творца серије Ред и закон Дика Волфа што је ставио Макоја у средиште "неких од најбољих епизода 19. сезоне бесмртне серије". Такер је казао како лик "води своје тврдоглаве младе помоћнике − Мајка Катера (Лајнус Роуч) и Кони Рубирозу (Алана де ла Гарза) − Макој расправља, стоји иза наредби и строго кажњава кад се његове наредбе не слушају".

## Стаж у тужилаштву
| Године  | Извршни помоћник окружног тужиоца (ИПОТ) | Помоћник окружног тужиоца (ПОТ) | Окружни тужилац (ОТ) |
| ------- | ---------------------------------------- | ------------------------------- | -------------------- |
| 1994–96 | Џек Макој                                | Клер Кинкејд                    | Адам Шиф             |
| 1996–98 | Џек Макој                                | Џејми Рос                       | Адам Шиф             |
| 1998–00 | Џек Макој                                | Еби Кармајкл                    | Адам Шиф             |
| 2000–01 | Џек Макој                                | Еби Кармајкл                    | Нора Луин            |
| 2001–02 | Џек Макој                                | Серена Садерлин                 | Нора Луин            |
| 2002–05 | Џек Макој                                | Серена Садерлин                 | Артур Бренч          |
| 2005–06 | Џек Макој                                | Александра Борџија              | Артур Бренч          |
| 2006–07 | Џек Макој                                | Кони Рубироза                   | Артур Бренч          |
| 2008–10 | Мајкл Катер                              | Кони Рубироза                   | Џек Макој            |
| 2022    | Нолан Прајс                              | Саманта Марун                   | Џек Макој            |

## Појављивања у другим серијама
- Одељење за убиства: Живот на улици
  - 6. сезона
    - 5. епизода: "Срећо, то си ти"

  - 7. сезона
    - 15. епизода: "Споредан расплет"
- Ред и закон: Одељење за специјалне жртве
  - 1. сезона
    - 15. епизода: "Право"

  - 9. сезона
    - 7. епизода: "Заслепљени"

  - 11. сезона
    - 21. епизода: "Пламен"

  - 19. сезона
    - 13. епизода: "Неоткривена држава"
- Ред и закон: Суђење пред поротом
  - 1. епизода: "Невероватни забављач"
  - 8. епизода: "Костур"